# Hemlock Gorge Reservation
Das Gebiet Hemlock Gorge Reservation ist ein 23 mi² (59,6 km²) großer State Park in Needham und Newton im Bundesstaat Massachusetts der Vereinigten Staaten von Amerika. Der Park wird vom Department of Conservation and Recreation verwaltet und ist Teil des Metropolitan Park System of Greater Boston.

## Beschreibung
Das Schutzgebiet wurde in den 1890er Jahren vom Landschaftsarchitekten Charles Eliot entworfen und war eines der ersten im Metropolitan Park System of Greater Boston. Es schützt die Ufer des Charles River auf seinem Weg durch Needham und Newton Upper Falls. Der Park ist nach einer Schlucht benannt, die früher von einem Seitenarm des Charles River durchflossen wurde und deren Felsvorsprünge dicht mit Hemlocktannen bewachsen waren. Dieser Seitenarm wurde jedoch im 20. Jahrhundert vom Fluss abgetrennt, als die Trasse der I-95 gebaut wurde. Das Wasser, welches  durch die Schlucht fließt, speist heute ein Rückhaltebecken und wird zur Pegelstandsregulierung verwendet, wenn der Charles River wenig Wasser führt.
Die wesentlichen Merkmale des Parks sind die steile Schlucht, der Fluss und die Echo Bridge, die einen Teil des Sudbury Aqueduct trägt, der zum Reservesystem der Wasserversorgung in der Umgebung von Boston gehört. Die Brücke wurde 1982 als National Historic Landmark in das National Register of Historic Places aufgenommen. Auf einer Plattform unterhalb des zentralen Bogens der Brücke kann der Echo-Effekt wahrgenommen werden, durch den die Brücke ihren Namen erhielt.
Am nördlichen Ende des Parks, kurz bevor der Fluss unter der Massachusetts Route 9 hindurch fließt, wird er durch einen hufeisenförmigen Damm aufgestaut, der im frühen 20. Jahrhundert an einer Stelle errichtet wurde, an der sich bereits im 18. Jahrhundert eine Mühle befand.
Der Park ist ganzjährig von Sonnenaufgang bis Sonnenuntergang geöffnet und bietet Möglichkeiten zum Picknick und Wandern sowie zahlreiche Fotomotive.